# Drachenlauf (Siebengebirge)
Koordinaten: 50° 41′ 58,7″ N, 7° 14′ 38,9″ O
Der Drachenlauf im Siebengebirge ist ein vom DLV genehmigter Berglauf. 

## Durchführung
Der erstmals 2002 ausgetragene Drachenlauf findet jährlich am letzten Oktobersonntag statt. Die nahezu autofreie Strecke verläuft überwiegend auf Waldwegen und Trails. Die Länge beträgt 26 Kilometer, es sind etwa 1.000 Höhenmeter zu bewältigen. Ausrichter und Organisator des Volkslaufs ist seit 2011 der Verein Siebengebirgs-Drachen e. V.
Start und Ziel befanden sich bis 2012 im Ortskern von Königswinter-Thomasberg, danach im Gut Buschhof, seit 2021 im Heinrich-Imbusch-Haus unterhalb der Rosenau (Siebengebirge). Auch die Strecke wurde mehrmals angepasst, sei es, um auf Wegesperrungen zu reagieren oder um den Trailanteil zu erhöhen. Die seit 2018 gültige Strecke führt über den Großen Ölberg und Wasserfall, hinunter zur Seufzerbrücke und wieder aufwärts über Nasse-Platz und Drei-Seen-Blick am Lohrberg auf die Löwenburg; vorbei am Breiberg nach Rhöndorf, hinauf auf den Drachenfels, durch den Park von Schloss Drachenburg und das Nachtigallental abwärts an den Stadtrand von Königswinter; über den Bittweg auf den Petersberg, vorbei an Mondscheinwiese und Nonnenstromberg zurück zum Heinrich-Imbusch-Haus. Vom Start weg befindet man sich auf einem Landschaftslauf, teilweise mit Crosslauf-Charakter. Die Teilnehmerzahl wurde auf 500 Starter begrenzt.
Im Jahr 2010 fand der Drachenlauf nicht statt, 2017 musste er wegen Sturm abgesagt werden. Der Drachenlauf 2020 wurde wegen der Covid-19-Pandemie nicht ausgetragen, stattdessen erhielten Läufer, Walker und Wanderer die Möglichkeit, den gesamten Oktober die zu diesem Anlass beschilderte Strecke JustForRun mit eigener Zeitnahme abzulaufen.
Im Jahr 2022 wurde einmalig die bei der Anmeldung zubuchbare Bittweg-Challenge mit Zeitnahme zwischen den Verpflegungspunkten in Königswinter und auf dem Petersberg eingebaut. Auf knapp zwei Kilometern Länge sind hier 250 Höhenmeter zu bewältigen.

## Statistik

### Siegerliste
Männliche und weibliche Sieger ab 2002:
| Jahr | Sieger                                                            | Zeit                                   | Siegerin                                   | Zeit                                   |
| ---- | ----------------------------------------------------------------- | -------------------------------------- | ------------------------------------------ | -------------------------------------- |
| 2002 | Hermann Ulrich (SSG Königswinter)                                 | 01:47:17                               | Anne Wiora (TV Huchem Stammeln)            | 02:03:22                               |
| 2003 | Hermann Ulrich (SSG Königswinter)                                 | 01:45:47                               | Birgit Lennartz (LLG St. Augustin)         | 02:05:41                               |
| 2004 | Hermann Ulrich (SSG Königswinter)                                 | 01:44:31                               | Birgit Lennartz (LLG St. Augustin)         | 02:00:00                               |
| 2005 | Andreas Knopp (TV Jahn Eitelborn)                                 | 01:44:53                               | Thurid Faßbender (Alfterer SC)             | 02:06:46                               |
| 2006 | Hermann Ulrich (SSG Königswinter)                                 | 01:48:09                               | Giselle Müsseler (active-runningcenter.de) | 02:10:12                               |
| 2007 | Andreas Knopp (RSG Montabaur)                                     | 01:45:43                               | Stefanie Buss (ASC Neuss)                  | 02:04:29                               |
| 2008 | Nelson Penedo (SSF Bonn)                                          | 01:48:34                               | Stefanie Buss (ASC Neuss)                  | 02:02:58                               |
| 2009 | Daniel Weiser (Team Sensemann 1000)                               | 01:50:14                               | Stefanie Buss (ASC Neuss)                  | 02:07:03                               |
| 2010 | nicht ausgetragen                                                 | nicht ausgetragen                      | nicht ausgetragen                          | nicht ausgetragen                      |
| 2011 | Daniel Weiser (Team Sensemann 1000) Lars Haferkamp (LT DSHS Köln) | 01:50:49                               | Nina Kunz (www.runningcenter.de)           | 02:03:49                               |
| 2012 | Carsten von Kuk (LT DSHS)                                         | 01:51:35                               | Annika Peiler (SSF Bonn Triathlon)         | 02:05:25                               |
| 2013 | Sven Imhoff (Bernnds Racing Team)                                 | 01:58:18                               | Katharina Schnell (Runners@Cologne)        | 02:20:17                               |
| 2014 | Paul Snehotta (Dauerlauf Köln)                                    | 01:49:55                               | Thurid Buch (Alfterer SC)                  | 02:10:59                               |
| 2015 | Maciek Miereczko (VFB Erftstadt)                                  | 01:45:22                               | Annika Peiler (–)                          | 02:07:49                               |
| 2016 | Tim Dally (TuS Deuz)                                              | 01:48:14                               | Franzi Maschke (7G runergy Laufteam)       | 02:12:25                               |
| 2017 | abgesagt wegen Sturm                                              | abgesagt wegen Sturm                   | abgesagt wegen Sturm                       | abgesagt wegen Sturm                   |
| 2018 | Moritz auf der Heide (LAZ Puma Rhein/Sieg)                        | 01:51:57                               | Anika Fels (LG Coesfeld)                   | 02:04:31                               |
| 2019 | Daniel Weiser (Team Sensemann 1000)                               | 01:57:23                               | Victoria Otten (Uni Bonn)                  | 02:17:53                               |
| 2020 | wegen Covid-19-Pandemie nur JustForRun                            | wegen Covid-19-Pandemie nur JustForRun | wegen Covid-19-Pandemie nur JustForRun     | wegen Covid-19-Pandemie nur JustForRun |
| 2021 | Tim Dally (TuS Deutz)                                             | 01:57:17                               | Anika Fels (Lauf Team Fels)                | 02:16:43                               |
| 2022 | Daniel Weiser (Team Sensemann 1000)                               | 01:58:12                               | Tatjana Schulte                            | 02:07:44                               |
| 2023 | Vincent Richrath (PSV Bonn Triathlon)                             | 01:53:12                               | Tatjana Schulte (Mach3 Köln e.V.)          | 02:10:21                               |
| 2024 | Manuel Schräder (Tribärs Sespenroth)                              | 01:54:20                               | Tatjana Schulte (Mach3 Köln e.V.)          | 02:08:01                               |

### Bittweg-Challenge
Männliche und weibliche Sieger der einmaligen Bittweg-Challenge im Jahr 2022:
| Jahr | Sieger                              | Zeit  | Siegerin                  | Zeit  |
| ---- | ----------------------------------- | ----- | ------------------------- | ----- |
| 2022 | Daniel Weiser (Team Sensemann 1000) | 13:01 | Thurid Buch (Alfterer SC) | 14:29 |

### Doppeldrache
Im Jahr 2024 wurde einmalig zum 20. Jubiläum der "Doppeldrache" ausgetragen, bei dem die Strecke zweimal bewältigt werden musste. Die Gesamtdistanz betrug 52 Kilometer mit 2.100 Höhenmetern.
| Jahr | Sieger                    | Zeit    | Siegerin                                | Zeit    |
| ---- | ------------------------- | ------- | --------------------------------------- | ------- |
| 2024 | Anno Dallmann (TuS Deutz) | 4:25:18 | Joanna Tallmann (Selbstläufer Altenahr) | 4:47:49 |